# Steere-Kurzstachelratte
Die Steere-Kurzstachelratte oder Steere-Stachelratte (Proechimys steerei) ist ein Nagetier aus der Familie der Stachelratten (Echimyidae). Das Artepitheton ehrt den US-amerikanischen Naturforscher und Ornithologen Joseph Beal Steere, der im Jahr 1901 den Holotypus gesammelt hatte.

## Merkmale
Die Steere-Kurzstachelratte erreicht eine Kopf-Rumpf-Länge von 215 bis 493 mm, eine Hinterfußlänge von 49 bis 63 mm, eine Ohrenlänge von 20 bis 26 mm und eine Schwanzlänge von 120 bis 207 mm. Das Gewicht beträgt durchschnittlich 450 g, jedoch wurden auch Exemplare gefangen, die ein Gewicht von 800 g aufwiesen. Das Rückenfell ist hell rötlich braun und nur schwach mit dunklen Haaren gestrichelt. Ein dunkler Mittelrückenstreifen, der für die Napo-Kurzstachelratte (Proechimys quadruplicatus) charakteristisch ist, fehlt weitgehend bei der Steere-Kurzstachelratte. Das Bauchfell ist reinweiß und seine Beschaffenheit ist sowohl bei Betrachtung als auch bei Berührung samtiger als bei anderen Stachelrattenarten. Die weichen Rückenfellstacheln sind etwa 15 mm lang, etwa 0,5 mm schmal und haben peitschenähnliche Spitzen. Das Fell ist deutlich weicher als bei sympatrischen Stachelrattenarten der Gattung, einschließlich anderer Mitglieder des Proechimys-goeldii-Artenkomplexes. Der zweifarbige Schwanz ist dunkel an der Oberseite, hell an der Unterseite, mit feinen Haaren bedeckt und auffällig beschuppt. Die Oberfläche der Hinterfüße ist deutlich zweifarbig. Die Außenseite ist hell bis dunkelbraun und die Innenseite ist von der Fußwurzel bis zu den Zehenspitzen weißlich.

## Verbreitungsgebiet

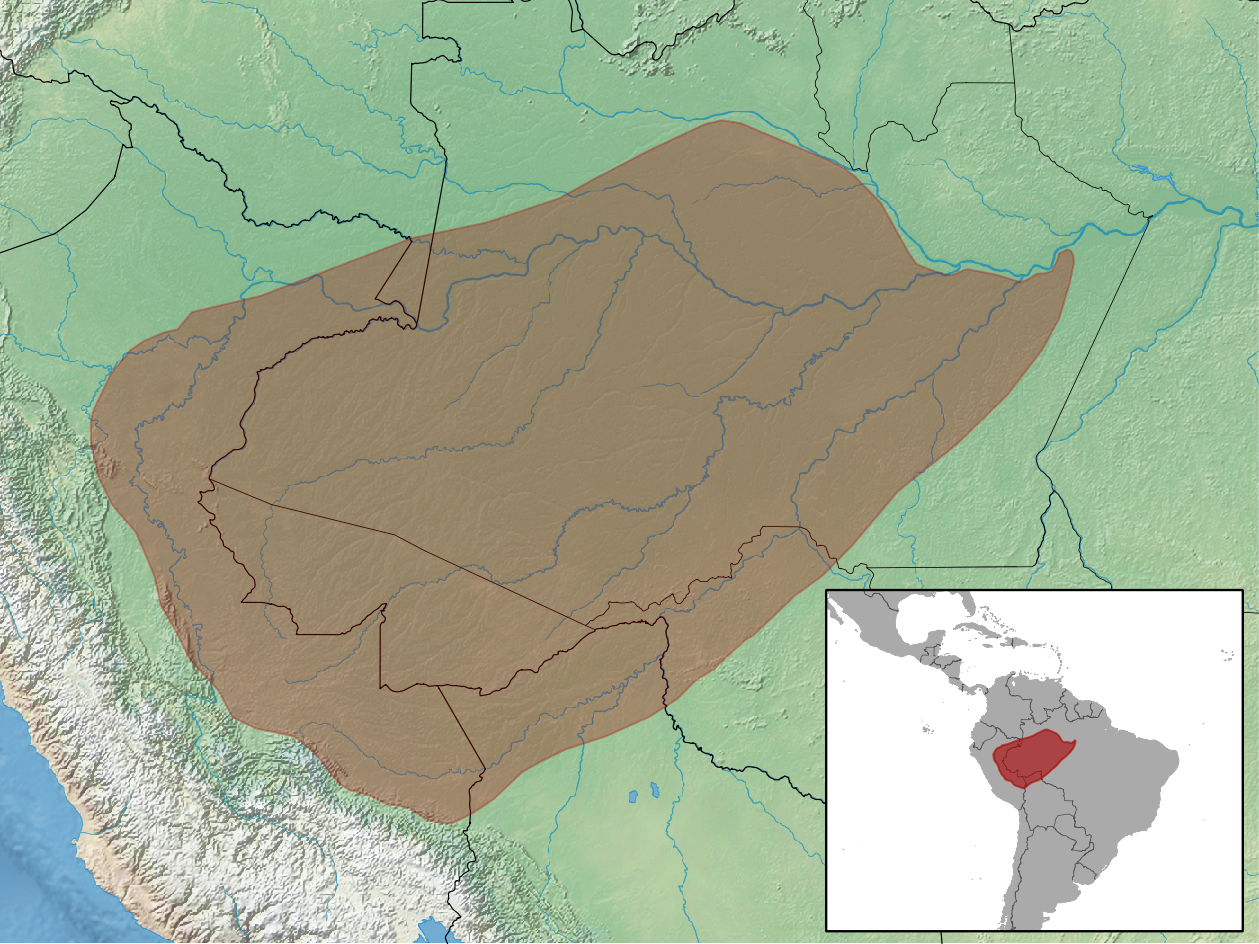
Verbreitungsgebiet der Steere-Kurzstachelratte

Das Verbreitungsgebiet erstreckt sich vom Amazonasbecken südlich des Río Marañón in Ostperu, über das nordwestliche Bolivien bis nach Westbrasilien, größtenteils südlich des Amazonas bis östlich oberhalb des Río Purus sowie nördlich des Amazonas bis in die Innerí-Region westlich des Unterlaufs des Río Negro.

## Lebensraum
Die Steere-Kurzstachelratte bewohnt saisonal überflutete Regenwälder in der Trockenzeit, insbesondere die Schwarzwasserflüsse des Igapó-Waldes und die Weißwasserflüsse in der Várzea, und in der Regenzeit die Ränder der angrenzenden Terra-Firme-Regenwälder, einschließlich Sekundärwälder, verwilderte Gärten, Flussuferränder sowie überflutete Grasflächen in Wäldern in Höhenlagen von 50 bis 400 m.

## Nahrungsverhalten
Die Nahrung der Steere-Kurzstachelratte besteht aus Früchten, Pilzen und Samen. Gelegentlich bereichern pflanzliches Material und Gliederfüßer das Nahrungsangebot. Der Verzehr von Sporocarpen der Mykorrhizapilze lässt vermuten, dass die Steere-Kurzstachelratte eine ökologische Schlüsselrolle bei der Verbreitung von Samen und Pilzen in den Wäldern spielt.

## Fortpflanzungsverhalten
Eine Langzeitstudie aus dem Jahr 2000 am Rio Juruá in Westbrasilien kam zu dem Ergebnis, dass die Steere-Kurzstachelratte eine höhere Reproduktionsrate hat, als die meisten anderen Vertreter der Kurzstachelratten, was wahrscheinlich mit der vorübergehenden Verfügbarkeit des primären, jahreszeitlich überfluteten Lebensraums zusammenhängt. Beide Geschlechter erreichen die sexuelle Reife in einem frühen Alter, lange vor dem Übergang zum Erwachsenenfell. Trächtige Weibchen im durchschnittlichen Alter waren vergleichsweise jünger, als die Simons-Kurzstachelratte (Proechimys simonsi) im angrenzenden Terra-Firme-Regenwald. 18 Prozent der untersuchten trächtigen Weibchen wiesen eine simultane Tragzeit und Stillzeit auf.

## Status
Die IUCN klassifiziert die Steere-Kurzstachelratte in die Kategorie „nicht gefährdet“ (least concern). Sie ist weit verbreitet und aufgrund ihrer Spezialisierung auf flussnahe, saisonal überflutete Wälder gilt eine Gefährdung durch Lebensraumverlust gegenwärtig als unwahrscheinlich. 